# Stay Hungry (álbum)
Stay Hungry é o terceiro e mais famoso álbum de estúdio da banda de Heavy metal Twisted Sister lançado em 10 de maio de 1984. O álbum apresenta os dois maiores hits da banda, "We're Not Gonna Take It" e "I Wanna Rock", além da poderosa balada "The Price". De acordo com a RIAA, Stay Hungry alcançou o status de multi-platina com vendas nos EUA de mais de 3.000.000 cópias.
Em 2004, a banda regravou as faixas desse álbum e relançou-o sob o título de Still Hungry. 
Em 2009, a banda tocou "Stay Hungry" em sua totalidade pela primeira vez, incluindo canções nunca tocadas antes, como "Don't Let Me Down" e Horror-Teria: Street Justice.

## Faixas
- Todas as canções creditadas a Dee Snider.

1. "Stay Hungry" - 3:03
2. "We're Not Gonna Take It" - 3:38
3. "Burn in Hell" - 4:43
4. "Horror-Teria: (The Beginning)" – 7:45
  1. "Captain Howdy"
  2. "Street Justice"
5. "I Wanna Rock" - 3:06
6. "The Price" – 3:48
7. "Don't Let Me Down" - 4:26
8. "The Beast" – 3:30
9. "S.M.F." - 3:00

## Deluxe edition
A 25th Anniversary Edition, que inclui um disco bônus de demos e outtakes inéditos do início das sessões de gravação originais, bem como uma nova faixa gravada especialmente para esta coleção pela formação de 1984, foi lançada em 30 de junho de 2009 da Rhino Records. O primeiro disco contém versões remasterizadas das nove faixas originais de 1984. O disco bônus revela 15 gravações inéditas, incluindo versões alternativas de faixas do álbum, bem como uma nova faixa gravada para a edição de luxe.

### Faixas bônus
1. “Death From Above”
2. “Prime Motivator”
3. “We’re Not Gonna Take It” – Early Demo
4. “Death Run”
5. “This One’s For You”
6. “S.M.F.” – Early Demo
7. “We’re Coming On”
8. “Call My Name”
9. “Burn In Hell” – Early Demo
10. “Pay The Price”
11. “What’s Love Without You”
12. “Our Voice Will Be Heard”
13. “You Got To Fight”
14. “The Price” – Early Demo
15. “Stay Hungry” – Early Demo
16. Radio Spot
17. “30” – New Track
18. “Untitled” – Hidden Track